# Jak kochają czarownice
Jak kochają czarownice (fr. Un amour de sorcière) – francuska komedia romantyczna z 1997 roku w reżyserii René Manzora. 

## Produkcja
Zdjęcia plenerowe kręcono w Paryżu, Nowym Jorku, Wenecji, a także we francuskich departamentach Pireneje Atlantyckie, Sekwana-Saint-Denis, Dolina Oise, Essonne, Oise i Aveyron.

## Fabuła
Młoda czarownica – Morgane chce odebrać swojemu synkowi dziedziczne magiczne umiejętności, by uchronić go od losu przyszłego czarownika. W tym celu musi znaleźć mu ojca chrzestnego spośród zwyczajnych śmiertelników, ale urodzonego odpowiedniego dnia, w określonej konstelacji planet itd. Warunki te idealnie spełnia pewien przystojny amerykański informatyk Michael, jednak do roli ojca chrzestnego aspiruje również zły czarownik Molok.

## Obsada
- Vanessa Paradis – Morgane
- Jean Reno – Molok
- Gil Bellows – Michael
- Jeanne Moreau – Eglantine
- Dabney Coleman – Joel
- Katrine Boorman – Rita
- Fantin Lalanne – Arthur
- Malcolm Dixon – Merlin
- Eléonore Hirt – Chloé
- Louise Vincent – Fleur
- Paula Dehelly